# Parnassia humilis
Parnassia humilis är en benvedsväxtart som beskrevs av Tsue Chih Ku. Parnassia humilis ingår i släktet Parnassia och familjen Celastraceae. Inga underarter finns listade.